# Twarze i maski
Twarze i maski – polski telewizyjny serial obyczajowy wyprodukowany w 2000 roku w reżyserii Feliksa Falka i z jego scenariuszem. Akcja rozgrywa się latach 1974–2000 i toczy się za kulisami warszawskiego teatru (nazwano go tu Teatrem Miejskim). Założeniem twórców serialu było zaprezentowanie w nim relacji pomiędzy życiem codziennym ludzi teatru i ich pracą artystyczną. W kolejnych odcinkach poznajemy bliżej jednego z bohaterów i jego perypetie ukazane w szerszym kontekście. Sceny w teatrze realizowano w warszawskim Teatrze Dramatycznym.

## Główni bohaterowie
- Kamiński (Krzysztof Stroiński) – dyrektor Teatru Miejskiego.
- Radosław Wieluński (Krzysztof Kolberger) – znany reżyser teatralny. Jako niezwykle wymagający, wręcz znęcający się psychicznie nad aktorami, nazywany jest Katem. Paradoksalnie metody stosowane przez niego odnoszą rewelacyjne skutki.
- Agnieszka Horn (Kinga Preis) – bardzo zdolna aktorka, poznajemy ją w momencie, kiedy ma zagrać główną rolę w spektaklu otwierającym jej być może drogę do wielkiej kariery; ma ciężko chorą matkę (Maria Chwalibóg), którą musi się opiekować, co utrudnia jej pracę nad rolą.
- Paulina Hołyszko (Agnieszka Dygant) – niezbyt zdolna aktorka, nie cofnie się przed niczym, żeby otrzymać wymarzoną rolę.
- Małgorzata Kamińska (Danuta Stenka) – żona dyrektora teatru.
- Andrzej Kopica (Marek Siudym) – aktor, ma żonę Magdę (Małgorzata Ząbkowska) i syna (Marcin Chochlew); ma też kochankę Bożenę (Lucyna Malec) i poważne problemy osobiste, m.in. spore długi; zdaje sobie sprawę z tego, że jeśli ich nie spłaci, narazi się bandytom; sztuka, w której występuje gościnnie w Siedlcach, nie spotyka się ciepłym odbiorem, postanawia więc wystąpić w Teatrze Telewizji, co jest opłacalne. Wiąże się to jednak z zaniedbaniem pracy w teatrze macierzystym, z kolei samo przedsięwzięcie telewizyjne nie dochodzi do skutku; żona Magda stara się mu pomóc.
- Katarzyna Romańczuk (Anna Radwan) – żona Jakuba; zdolna aktorka teatralna; ma córkę Joasię (Katarzyna Olasz, potem Karolina Dryzner); nie układa jej się w małżeństwie; sfrustrowany mąż opuszcza dom rodzinny, Katarzyna jednak zamierza o niego walczyć.
- Jakub Romańczuk (Dariusz Siatkowski) – mąż Anny, aktor; stale jest sfrustrowany tym, że żona odnosi większe sukcesy niż on sam; nie mogąc tego znieść, wyprowadza się z domu i wdaje w romans z kierowniczką domu kultury (Katarzyna Żak); ma córkę Joasię.
- Witold Szamot (Adam Ferency) – aktor teatru częstochowskiego; ma zagrać w Teatrze Miejskim w Warszawie; jego żona (Natasza Sierocka) jest w zaawansowanej ciąży, nie jest zadowolona z wyjazdu męża do stolicy; sytuacja polityczna w kraju nie jest wesoła, nie pozostaje to bez wpływu na życie artystyczne; Szamot nie radząc sobie z problemami i stresem, popada w alkoholizm.
- Anna Wirowska (Małgorzata Pieńkowska) – aktorka, ma męża Wiktora (Cezary Morawski), fascynuje ją jednak młody aktor Kuba Opalski (Szymon Bobrowski), który wciąga ją w działalność konspiracyjną.
- Roman Kujawa (Henryk Talar) – żonaty, ma córkę (Dorota Nikiporczyk) i syna (Marek Żerański); jeden z najlepszych aktorów teatru; jednak sukcesy zawodowe przyćmiewają problemy osobiste. Jest w trakcie rozwodu, w którym żona (Halina Skoczyńska) robi problemy przy podziale majątku; nie układa mu się również z kochanką (Katarzyna Bujakiewicz); na dodatek popada w konflikt z reżyserem oraz z własnym synem; wszystko to składa się na poważną chorobę serca.
- Ryszard Gałecki (Olgierd Łukaszewicz) – aktor przeżywający wraz z żoną (Maria Ciunelis) osobistą tragedię: ktoś napadł i zgwałcił jego córkę (Agata Kapturkiewicz), przebywającą obecnie w szpitalu w stanie krytycznym; ponieważ policja nie radzi sobie z odnalezieniem sprawców, Gałecki postanawia odnaleźć ich sam i wymierzyć sprawiedliwość na własną rękę.
- Irena Knabl (Ewa Wiśniewska) – była żona dyrektora Kamińskiego; obecnie żona bogatego Kanadyjczyka.
- Pani Wiesia (Elżbieta Karkoszka) – sekretarka dyrektora Kamińskiego.

## Lista odcinków wraz z obsadą

### 1. Kat. Rok 1974
Znany reżyser Radosław Wieluński ma w Teatrze Miejskim wystawić sztukę „Św. Joanna”. Główną rolę ma w niej zagrać Agnieszka Horn, aktorka z niewielkim stażem. Reżyser znęca się na próbach na aktorce, której wytrzymałość psychiczna powoli się wyczerpuje. Dodatkowych kłopotów przysparza jej chora matka.
| - Kinga Preis − Agnieszka Horn - Krzysztof Kolberger − Radosław Wieluński - Agnieszka Dygant − Paulina Hołyszko - Norbert Rakowski − Stefan Wolski - Krzysztof Stroiński − Kamiński, dyrektor Teatru - Marek Siudym − Andrzej Kopica - Stefan Burczyk − Zygmunt Stański - Ryszard Chlebuś − inspicjent - Maria Chwalibóg − matka Agnieszki - Magdalena Emilianowicz − asystentka reżysera - Joanna Jędrejek − Korycka - Marek Kalita − Zarada - Elżbieta Karkoszka − pani Wiesia, sekretarka dyrektora - Lucyna Malec − Bożena, kochanka Kopicy - Waldemar Obłoza − Jarek |  | - Sławomir Pacek − aktor - Małgorzata Pieńkowska − Anna Wirowska - Anna Radwan − Katarzyna Romańczuk - Alicja Sapryk − suflerka - Dariusz Siatkowski − Jakub Romańczuk - Piotr Siejka − scenograf - Danuta Stenka − Małgorzata Kamińska, żona dyrektora - Krzysztof Szczerbiński − asystent reżysera - Henryk Talar − Roman Kujawa - Waldemar Barwiński - Sławomir Gwizdak - Zygmunt Kołodziejski - Bogdan Misiewicz - Sylwia Nowiczewska-Elis - Jolanta Pankowska - Krystyna Starościk-Labuda |

### 2. Propozycja. Rok 1976
Andrzej Kapica, aktor Teatru Miejskiego to hazardzista, który popadł w kłopoty finansowe. Ostatnią deską ratunku wydaje się być nieoczekiwana propozycja zagrania poważnej roli w Teatrze Telewizji. Kapica zaniedbuje próby w Teatrze Miejskim, by przygotować się do czekającego przed nim zadania, po pewnym czasie jednak okazuje się, że planowany występ w telewizji nie dojdzie do skutku.
| - Marek Siudym − Andrzej Kopica - Małgorzata Ząbkowska − Magda, żona Kopicy - Krzysztof Stroiński − dyrektor Kamiński - Olga Bończyk − aktorka śpiewająca w lokalu - Jacek Borkowski − aktor Kamil - Stefan Burczyk − Zygmunt Stański - Ryszard Chlebuś − inspicjent - Marcin Chochlew − syn Kopicy - Tomasz Dedek − Stanisław Wurski - Małgorzata Duda-Kozera − aktorka szykująca się do występu w lokalu - Agnieszka Dygant − Paulina Hołyszko - Magdalena Emilianowicz − asystentka reżysera - Roman Gancarczyk − kierownik literacki teatru miejskiego - Joanna Jędrejek − Korycka - Mirosław Jękot − aktor Jurek w telewizyjnym barze - Elżbieta Karkoszka − pani Wiesia, sekretarka dyrektora - Aleksandra Konieczna − aktorka na spotkaniu w sprawie „Tańca śmierci” - Barbara Lauks − Krystyna Banaszak, redaktorka w telewizji - Olgierd Łukaszewicz − Ryszard Gałecki - Lucyna Malec − Bożena, kochanka Kopicy - Waldemar Obłoza − Jarek - Sławomir Pacek − aktor - Małgorzata Pieńkowska − Anna Wirowska - Kinga Preis − Agnieszka Horn - Anna Radwan − Katarzyna Romańczuk |  | - Norbert Rakowski − Stefan Wolski - Alicja Sapryk − suflerka - Dariusz Siatkowski − Jakub Romańczuk - Krzysztof Szczerbiński − asystent reżysera - Henryk Talar − Roman Kujawa - Paweł Tucholski − aktor śpiewający w lokalu - Grzegorz Warchoł − reżyser Marski - Andrzej Wichrowski − Jan Grajewicz - Wojciech Wiliński − pan Jerzy, organizator występów w lokalu - Miriam Aleksandrowicz - Zenona Berezowska - Stanisław Biczysko - Kaja Bień - Andrzej Bohdanowicz - Maciej Ferlak - Jerzy Fornal - Sławomir Gwizdak - Małgorzata Jóźwiak - Zygmunt Kołodziejski - Bogdan Misiewicz - Marta Neuman - Sylwia Nowiczewska-Elis - Jolanta Pankowska - Jan Raczkowski - Roman Rutkowski - Krystyna Starościk-Labuda - Andrzej Ślęzak - Marcin Węgrzecki - Jerzy Woźniak |

### 3. Antrakt. Rok 1978
Bohaterami odcinka są Katarzyna Romańczuk, gwiazda Teatru Miejskiego i jej mąż Jakub. Sfrustrowany sukcesami żony i brakiem własnych osiągnięć opuszcza rodzinę, wynajmuje pokój i zaczyna dawać lekcje tańca. Wdaje się też w romans. Żona postanawia mu pomóc i załatwia mu w jednym ze spektakli ważną rolę.
| - Anna Radwan − Katarzyna Romańczuk - Dariusz Siatkowski − Jakub Romańczuk - Krzysztof Stroiński − dyrektor Kamiński - Krystyna Borowicz − aktorka - Tomasz Dedek − Stanisław Wurski - Tomasz Dutkiewicz − Prut, reżyser „Wariata i zakonnicy” - Agnieszka Dygant − Paulina Hołyszko - Magdalena Emilianowicz − asystentka reżysera - Adam Ferency − Witold Szamot - Joanna Jędrejek − Korycka - Diana Kadłubowska − sekretarka w telewizji - Marek Kalita − Zarada - Elżbieta Karkoszka − pani Wiesia, sekretarka dyrektora Kamińskiego - Elżbieta Kijowska − lekarka - Sława Kwaśniewska − matka Jakuba - Grzegorz Małecki − mężczyzna rozmawiający z Katarzyną w bufecie teatralnym - Maria Mamona − nauczycielka muzyki - Katarzyna Olasz − Joasia, córka Romańczuków |  | - Waldemar Obłoza − Jarek - Aldona Orman − dziennikarka telewizyjna przeprowadzająca wywiady - Sławomir Pacek − aktor - Małgorzata Pieńkowska − Anna Wirowska - Janusz Przybytkowski − akompaniator w domu kultury - Norbert Rakowski − Stefan Wolski - Alicja Sapryk − suflerka - Piotr Siejka − scenograf - Marek Siudym − Andrzej Kopica - Krzysztof Szczerbiński − asystent reżysera - Henryk Talar − Roman Kujawa - Katarzyna Żak − kierowniczka domu kultury, kochanka Jakuba - Stanisław Biczysko - Sławomir Gwizdak - Zygmunt Kołodziejski - Olgierd Kossowski - Bogdan Misiewicz - Kazimierz Rajchert |

### 4. Próba. Rok 1980
Mieszkający z rodziną w Częstochowie Witold Szamot dostał propozycję powrotu do Teatru Miejskiego i zagrania ważnej roli w spektaklu „Trzy siostry”. Mimo sprzeciwu żony zdecydował się ją przyjąć. Wydarzenia na Wybrzeżu sprawiają jednak, że aktorzy nie zajmują się w należyty sposób próbami. Sfrustrowany Szamot zaczyna pić.
| - Adam Ferency − Witold Szamot - Natasza Sierocka − Beata, żona Szamota - Krzysztof Stroiński − dyrektor Kamiński - Tomasz Dedek − Stanisław Wurski - Danuta Stenka − Małgorzata Kamińska, żona dyrektora - Krzysztof Bień − Ryszard Grodzki, kierownik literacki Teatru Miejskiego - Szymon Bobrowski − Jakub Opalski - Krystyna Borowicz − aktorka - Janusz Bukowski − prezydent Warszawy - Stefan Burczyk − Zygmunt Stański - Agnieszka Dygant − Paulina Hołyszko - Magdalena Emilianowicz − asystentka reżysera - Julian Horodyński − profesor Antoni Barden - Joanna Jędrejek − Korycka - Marek Kalita − Zarada - Elżbieta Karkoszka − pani Wiesia, sekretarka dyrektora - Magdalena Kuta − gosposia profesora Bardena - Olgierd Łukaszewicz − Ryszard Gałecki - Katarzyna Łukaszyńska − żona Wurskiego - Henryk Niebudek − Retmaniak |  | - Waldemar Obłoza − Jarek - Sławomir Pacek − aktor - Stanisław Penksyk − dyrektor administracyjny - Małgorzata Pieńkowska − Anna Wirowska - Anna Piróg − Magda - Norbert Rakowski − Stefan Wolski - Igor Sawin − inspicjent - Dariusz Siatkowski − Jakub Romańczuk - Krzysztof Szczerbiński − asystent reżysera - Andrzej Wichrowski − Jan Grajewicz - Stanisław Biczysko - Grażyna Czaplanka - Mieczysław Kadłubowski - Zygmunt Kołodziejski - Olgierd Kossowski - Maciej Kujawski - Henryk Machalica (dubbing: profesor Antoni Barden) |

### 5. Dwie role. Rok 1983
Aktorkę Annę Wirowską coraz bardziej zaczyna fascynować młody Kuba Opalski, który oprócz pracy w teatrze zaczyna zajmować się działalnością konspiracyjną. Zauroczona młodzieńcem kobieta zgadza się najpierw przechowywać tajemniczą paczkę, a następnie udostępnia Opalskiemu mieszkanie teściowej.
| - Małgorzata Pieńkowska − Anna Wirowska - Szymon Bobrowski − Jakub Opalski - Stefan Burczyk − Zygmunt Stański - Cezary Morawski − Wiktor Wirowski, mąż Anny - Krzysztof Stroiński − dyrektor Kamiński - Anna Ciepielewska − matka Jakuba - Izabela Dąbrowska − suflerka - Tomasz Dedek − Stanisław Wurski - Jerzy Dominik − reżyser „Łysej śpiewaczki” - Jerzy Dukaj − inspicjent - Agnieszka Dygant − Paulina Hołyszko - Magdalena Emilianowicz − asystentka reżysera - Tomasz Gęsikowski − aktor - Joanna Jędrejek − Korycka - Marek Kalita − Zarada - Elżbieta Karkoszka − pani Wiesia, sekretarka dyrektora |  | - Olgierd Łukaszewicz − Ryszard Gałecki - Henryk Niebudek − Retmaniak - Waldemar Obłoza − Jarek - Sławomir Pacek − aktor - Zofia Perczyńska − sąsiadka Stańskiego - Norbert Rakowski − Stefan Wolski - Marek Siudym − Andrzej Kopica - Krzysztof Szczerbiński − asystent reżysera - Wojciech Szczęsny − mężczyzna na dziedzińcu kościoła św. Marcina - Henryk Talar − Roman Kujawa - Krystyna Tkacz − aktorka Iza - Stanisław Biczysko - Zygmunt Kołodziejski - Maciej Kujawski - Michał Litwiniec - Łukasz Matecki - Piotr Nowak - Monika Rak - Radosław Smużny |

### 6. Ryszard III. Rok 1989
Kujawa, jeden z najlepszych aktorów Teatru Miejskiego, znajduje się na życiowym zakręcie. Ma problemy z reżyserem spektaklu „Ryszard III”, w którym gra główną rolę, oraz byłą żoną, która nie chce pójść na ugodę w sprawie podziału majątku. Aby ułatwić sobie życie aktor zamawia u fotografa kompromitujące byłą żonę zdjęcia.
| - Henryk Talar − Roman Kujawa - Halina Skoczyńska − Elżbieta, żona Kujawy - Krzysztof Stroiński − dyrektor Kamiński - Katarzyna Bujakiewicz − Sabina Zielińska, kochanka Kujawy - Wojciech Billip − zięć Kujawy - Szymon Bobrowski − Jakub Opalski - Olga Borys − studentka w PWST - Maria Ciunelis − żona Gałeckiego - Izabela Dąbrowska − suflerka - Tomasz Dedek − Stanisław Wurski - Magdalena Emilianowicz − asystentka reżysera - Tomasz Gęsikowski − aktor - Krzysztof Globisz − adwokat Kujawy - Marek Kalita − Zarada - Dariusz Kowalski − fotograf Mol - Olgierd Łukaszewicz − Ryszard Gałecki - Jerzy Molga − profesor Kardiolog - Dorota Nikiporczyk − Julia, córka Kujawy |  | - Janusz Rafał Nowicki − przewodniczący zebrania w ZASP-ie - Sławomir Pacek − aktor - Anna Radwan − Katarzyna Romańczuk - Norbert Rakowski − Stefan Wolski - Marek Siudym − Andrzej Kopica - Edward Sosna − uczestnik zebrania w ZASP-ie - Danuta Stenka − Małgorzata Kamińska, żona dyrektora - Krzysztof Szczerbiński − asystent reżysera - Ewa Ziętek − aktorka przed siedzibą ZASP-u - Marek Żerański − Łukasz, syn Kujawy - Stanisław Biczysko - Jerzy Felczyński - Iwona Grygo - Adam Iwiński - Zygmunt Kołodziejski - Ewa Taraszkiewicz-Dejmek - Delfina Wilkońska |

### 7. Świętoszek. Rok 1995
Ryszard Gałecki podczas prób do „Świętoszka” dowiaduje się, że jego córka została pobita i zgwałcona. Podejrzewa o to bandę wyrostków terroryzujących osiedle. Postanawia na własną rękę wymierzyć sprawiedliwość.
| - Olgierd Łukaszewicz − Ryszard Gałecki - Maria Ciunelis − żona Gałeckiego - Krzysztof Stroiński − dyrektor Kamiński - Jan Aleksandrowicz − chłopak z bandy osiedlowej - Szymon Bobrowski − Jakub Opalski - Andrzej Chyra − Czerski, reżyser Świętoszka - Izabela Dąbrowska − suflerka - Tomasz Dedek − Stanisław Wurski - Arkadiusz Detmer − chłopak z bandy osiedlowej - Radosław Elis − aktor - Magdalena Emilianowicz − asystentka reżysera - Józef Fryźlewicz − ksiądz - Tomasz Gęsikowski − aktor - Agata Kapturkiewicz − Irena, córka Gałeckich - Elżbieta Karkoszka − pani Wiesia, sekretarka dyrektora - Kacper Kuszewski − pielęgniarz |  | - Katarzyna Kwiatkowska − pielęgniarka Lidka - Adam Marszalik − inspicjent - Stanisław Pąk − rekwizytor - Małgorzata Rożniatowska − kobieta w kościele - Marek Siudym − Andrzej Kopica - Krzysztof Szczerbiński − asystent reżysera - Bartłomiej Świderski − doktor Gliński - Krystyna Tkacz − aktorka Iza - Marcin Troński − komisarz Widecki - Krystyna Rutkowska-Ulewicz − pielęgniarka - Arkadiusz Walkowiak − chłopak z bandy osiedlowej - Artur Bartos - Zbigniew Kasprzyk - Zygmunt Kołodziejski - Jadwiga Łomnicka - Adam Bauman (dubbing: dr Gliński) |

### 8. Jubileusz. Rok 2000
W Teatrze Miejskim z problemami, związanymi z kłopotami finansowymi teatru, przygotowania do przedstawienia „Wesele”. Tymczasem dyrektora teatru odwiedza jego była żona. Jej obecny mąż wykupił budynek, w którym mieści się Teatr Miejski i postanawia urządzić w nim multiplex. Jego dyrektor podejmuje próby ocalenia teatru.
| - Krzysztof Stroiński − dyrektor Kamiński - Elżbieta Karkoszka − pani Wiesia, sekretarka dyrektora - Ewa Wiśniewska − Irena Knabl, była żona Kamińskiego - Krzysztof Zaleski − reżyser Sar - Violetta Arlak − suflerka - Maria Ciunelis − żona Gałeckiego - Izabela Dąbrowska − suflerka - Tomasz Dedek − Stanisław Wurski - Karolina Dryzner − Joasia, córka Romańczuków - Adam Dzienis − informatyk naprawiający komputer pani Wiesi - Radosław Elis − aktor - Magdalena Emilianowicz − asystentka reżysera - Michał Gadomski − aktor - Tomasz Gęsikowski − aktor - Grzegorz Gierak − przedstawiciel gminy - Marta Kosiorek − sekretarka w firmie „Knabl Promotion” - Mariusz Krzemiński − aktor - Olgierd Łukaszewicz − Ryszard Gałecki - Adam Marszalik − inspicjent |  | - Cezary Morawski − Wiktor Wirowski - Henryk Niebudek − Retmaniak - Przemysław Nikiel − Żabicki, doradca prawny Zegalskiego - Stanisław Pąk − rekwizytor - Małgorzata Pieńkowska − Anna Wirowska - Anna Radwan − Katarzyna Romańczuk - Dariusz Siatkowski − Jakub Romańczuk - Marek Siudym − Andrzej Kopica - Krzysztof Szczerbiński − asystent reżysera - Krystyna Tkacz − aktorka Iza - Daria Widawska − młoda aktorka poszukująca pracy - Marta Zięba − sekretarka w firmie „Knabl Promotion” - Dorota Abbe - Stanisław Biczysko - Gabriela Czyżewska - Anna Kociarz - Zygmunt Kołodziejski - Magdalena Maciejewska - Roman Pietrzyk - Tomasz Tworkowski |